# 薩爾瓦托雷·達奎拉
薩爾瓦托雷·達奎拉（義大利語：Salvatore D'Aquila，義大利語發音：[salvaˈtoːre ˈdaːkwila]，1873年11月7日—1928年10月10日），暱稱托托·達奎拉（Toto D'Aquila），是一名紐約市達奎拉犯罪家族的早期意大利裔美國黑手黨老大，該犯罪家族後來變成了甘比諾犯罪家族。

## 早年與生涯
薩爾瓦托雷·達奎拉於1873年11月7日出生在意大利西西里島的帕勒莫，父親是Salvatore D'Aquila，母親是Provvidenza Gagliardo。達奎拉在1906年移民至美國，並在早期成為東哈林莫雷洛犯罪家族的隊長。達奎拉在1906年和1909年被捕，兩次指控都被撤銷。1910年，老大中的老大朱塞佩·莫雷洛入獄，達奎拉脫離了莫雷洛犯罪家族。達奎拉組建了自己的犯罪家族，並被任命為新的教父（老大中的老大）。他的犯罪家族在東哈林和布朗克斯活動，在那裡他與莫雷洛家族敵對。
達奎拉將他的犯罪家族的勢力擴展到布魯克林區和曼克頓南部的下東區/小意大利鄰區。達奎拉家族最著名的成員是翁貝托·瓦倫蒂、曼弗雷迪·米尼奧、Giuseppe Traina和法蘭克·斯卡利斯。1920年，朱塞佩·莫雷洛出獄後，達奎拉試圖謀殺他和他最親密的盟友。1925年，達奎拉搬回布朗克斯。

## 逝世
1928年10月10日，達奎拉在曼克頓的A大道被槍殺，享年54歲。他被殺後，達奎拉犯罪家族由曼弗雷迪·米尼奧接管。

## 外部連結
- D'Aquila biography on The American Mafia website （页面存档备份，存于）
- La Cosa Nostra Database "Salvatore D'Aquila" （页面存档备份，存于）
- 在Find a Grave上的薩爾瓦托雷·達奎拉
- Struggle for Control – The Gangs of New York Archive.today的存檔，存档日期2013-01-24, article by Jon Black at GangRule.com